# Црвенокљуна галица
Црвенокљуна галица (лат. Pyrrhocorax pyrrhocorax) је птица у породици врана, једна од две врсте из рода Pyrrhocorax. Његових осам подврста се гнезди на планинама и обалним литицама од западних обала Ирске и Британије, источно преко јужне Европе и северне Африке до средње Азије, Индије и Кине.
Ова птица има црно перје, дугачки закривљени црвени кљун и црвене ноге. Има акробатски лет са широко распрострањеним крилима. Црвенокљуна галица се узгаја обично у пећини или пукотини у литици. Гради гнездо обложено вуном и полаже три јаја. Храни се, често у јатима, на пашњацима, углавном бескичмењацима.
Иако је подложна предаторима и паразитизма, главна претња овој врсти су промене у пољопривредној пракси које су довеле до опадања популације, неког локалног истребљења и фрагментације подручја у Европи, међутим, није глобално угрожена. Црвенокљуна галица, која је своје уобичајено име добила по чавки, раније је била повезана са жутокљуном галицом, Томасом Бекетом и Корнволом. Црвенокљуна галица је приказана на поштанским маркама неколико земаља, укључујући острво Мен, са четири различите марке и Гамбији, где се птица не појављује.

## Таксономија
Црвенокљуну галицу је први описао Карл фон Лине у свом 10. издању Systema Naturae из 1758. године као Upupa pyrrhocorax. У свој данашњи род, Pyrrhocorax, преселио ју је Мармадјук Тунстал у Ornithologia Britannica 1771. године. Име рода потиче од грчког πυρρός (pyrrhos), пламене боје и κόραξ (korax), гавран. Једини припадник рода је жутокљуна галица, Pyrrhocorax graculus. Најближи рођаци су вране, Corvus, посебно чавке у Coloeus.
На енглеском језику реч chough првобитно је била алтернатива ономатопејског имена за чавку, Corvus monedula, на основу његовог узвика. Црвенокљуна галица, која је раније била нарочито честа у Корнволу и у почетку је била позната као корнишка галица, на крају је постала галица, име које се преносило из једног рода у други. Аустралијски белоглави галиц, Corcorax melanorhamphos, упркос сличном облику и навикама, само је у далекој вези са правим галицама и пример је конвергентне еволуције.

### Подврсте
Постоји осам постојећих подврста, иако су разлике међу њима мале:
- P. p. pyrrhocorax, номинована подврста и најмањи облик, ендемичан је за Британска острва, где је ограничен на Ирску, острво Мен и крајњи запад Велса и Шкотске,[8] иако је поново колонизирао Корнвал 2001.[9]
- P. p. erythropthalmus, који је Луис Жан Пјер Вилот описао 1817. године као Coracia erythrorhamphos,[10] јавља се у континенталноевропском подручју, искључујући Грчку. Већи је и нешто зеленији од номиноване расе.[8]
- P. p. barbarus, који је Чарлс Вори описао под данашњим именом 1954. године, настањен је у северној Африци и на Ла Палми на Канарским Острвима. У поређењу са P. p. erythropthalmus, већи је, има дужи реп и крила, а перје има зеленији сјај.[11]
- P. p. baileyi коју су Аустин Ранд и Чарлс Вори описали под садашњим именом 1955. године,[12] подврста без перја ендемична за Етиопију, где се јавља на два одвојена подручја. Две популације представљају различите подврсте.[8]
- P. p. docilis, коју је Јохан Фридрих Гмелин описао као Corvus docilis 1774. године,[13] гнезди се од Грчке до Авганистана. Већа је од афричке подврсте, али има мањи кљун и перје је зелено, са мало сјаја.[8]

- P. p. himalayanus, којег је Џон Гулд описао 1862. године као Fregilus himalayanus,[14] налази се од Хималаја до западне Кине, али се укршта са P. p. docilis на западу свог опсега. То је највећа подврста, дугорепа и са плавим или љубичасто–плавим сјајним перјем.[8]
- P. p. centralis, коју је Ервин Штреземан описао 1928. под садашњим именом,[15] узгаја се у средњој Азији. Мање је од P. p. himalayanus,[8] али је доведена у питање његова различитост од следеће подврсте.[11]
- P. p. brachypus, коју је Роберт Свиное 1871. описао као Fregilus graculus,[16] раса у централној и северној Кини, Монголији и јужном Сибиру. Слична је као P. p. centralis.[8]

Познати праисторијски облик црвенокљуне галице је P. p. primigenius, подврста која је живела у Европи током последњег леденог доба, коју је 1875. године описао Алфонс Милн Едвардс у својим налазима у југозападној Француској.
Детаљна анализа о сличностима сугерише да су се азијска и етиопска раса рано у еволуционој историји одвојиле од западне подврсте и да су италијанске црвенокљуне галице ближе повезане са подврстом северне Африке него са остатком Европе.

## Опис
Одрасла номинована подврста црвенокљуне галице, P. p. pyrrhocorax, је дужине 39–40 cm, има распон крила 73–90 cm и тежи просечно 310 грама. Његово перје је баршунасто–црно, на телу је зелено–сјајно и има дугачак закривљени црвени кљун и црвене ноге. Полови су слични, али мали имају наранџасти кљун и розе ноге, док прве јесени имају мање сјајно перје.
Иако чавка и жутокљуна галица деле свој распон, чавка је мања и има необрађено сиво перје, а жутокљуна галица има кратки жути кљун. Чак и у лету, два кљуна се могу разликовати по мање правоугаоним крилима и дужим, четвртастим крајем.
Звук chee-ow који прави се увек веома разликује од жутокљуног галица preep и sweeeooo. Мале подврсте црвенокљуног галица имају веће фреквенцијске узвике од већих раса, што је предвиђено обрнутим односом између величине тела и фреквенције.

## Распрострањеност и станиште
Црвенокљуна галица се гнезди у Ирској, западној Великој Британији, острву Мен, јужној Европи и медитеранском басену, Алпима и у планинским земљама широм Средње Азије, Индије и Кине, са две одвојене популације у Етиопској висоравни. Представља становништво које не мигрира у свом подручју.
Његово главно станиште су високе планине које се налази између 2000–2500 m у Северној Африци и углавном између 2400–3000 m на Хималајима. У том планинском ланцу 6000 m забележена је на 7950 m надморске висине на Монт Евересту. На Британским острвима и Бретањи се гнезди на обалним морским литицама, хранећи се суседним травњацима. Раније је био распрострањенији на обалама, али је патио од губитка свог специјализованог станишта. Тежи да се размножава на нижој надморској висини од жутокљуне галице која има исхрану боље прилагођену великим надморским висинама.

## Понашање и екологија

### Узгој
Црвенокљуна галица се гнезди од треће године старости и обично узгаја само једно легло годишње, иако је старост при првом узгоју већа у великим популацијама. Показују јаку парност и верност месту када се успостави веза. Гнездо се састоји од корена и стабљике вресака или других биљака, а обложено је вуном или длаком у централној Азији, коса се може узети са живог хималајског тара. Гнездо је изграђено у пећини или сличној пукотини на литици. У меком пешчару птице саме ископавају рупе дубоке скоро метар. Могу користити старе зграде, а на Тибету радни манастири пружају станиште, као и повремено модерне зграде у монголским градовима, укључујући Улан Батор. Црвенокљуна галица користи и друга вештачка места, попут каменолома и рударских вратила за гнежђење тамо где су доступни.
Женка носи три до пет јаја 39–28 cm и тежине 15,7 грама, од чега је 6% љуска. Уочени су у разним нијансама смеђе и сиве боје на кремастом или благо затамњеном тлу.
Величина јаја не зависи од величине галица и места гнезда, али може варирати међу различитим женкама. Инкубира 17—18 дана пре него што се излегу млади које мужјак храни у гнезду. Женка инкубира новоизлегле пилиће око десет дана, а затим оба родитеља деле обавезе храњења и хигијене у гнезду. Млади добијају перје 31—41 дан након излегања.
Млади имају 43% шансе да преживе прву годину, а годишња стопа преживљавања одраслих је око 80%. Оквирно имају животни век око седам година, иако је забележен случај и са 17 година. Температура и количине падавина у месецима који претходе узгоју корелирају са бројем младих јединки годишње и њиховом стопом преживљавања. Млади који се излегну под добрим условима имају веће шансе да преживе до узгоја и да имају дужи животни век од оних који су узгајани у лошим условима.

### Храњење
Исхрана црвенокљуне галице се састоји углавном од инсеката, паука и других бескичмењака узетих са земље, при чему су мрави најзначајнији. Средњеазијска подврста P. p. centralis слеће на леђа дивљих или припитомљених сисара како би се хранили паразитима. Иако бескичмењаци чине већину прехране галица, она ће храни биљном материјом, укључујући отпало зрно, а на Хималајима је пријављено да штети усјевима јечма одвајањем глава за сазревање ради вађења кукуруза. На Хималајима зими формирају велика јата.
Повољно станиште за исхрану је кратка трава произведена испашом. Одговарајућа подручја за храњење такође могу настати тамо где је раст биљака ометен излагањем приобалном прскању соли или сиромашним земљиштима. Користе свој дугачак закривљен кљун за брање мрава, балегара и мува са површине или за ископавање грмља и других бескичмењака. Типична дубина ископа 2–3 cm одражава танко тло којим се храни и дубине на којима се појављује много бескичмењака, али може копати до 10–20 cm у одговарајућим условима.
Тамо где се две врсте појављују заједно, постоји само ограничена конкуренција за храну. Италијанско истраживање је показало да је поврће у зимској исхрани за црвенокљуне галице готово искључиво Gagea, док је жутокљуна галица узимала бобице. У јуну, црвенокљуне галице су се храниле ларвама лептира, док су жутокљуне јеле лутке дугоногих комараца. Касније током лета, жутокљуна галица је углавном конзумирала скакавце, док је црвенокљуни у своју исхрану уносио лутке двокрилца, ларве мушица и тврдокрилце. Оба галица крију храну у пукотинама, прикривајући је са неколико каменчића.

### Природне претње
Предатори црвенокљуне галице су сиви соко, сури орао и буљина, док обични гавран односи гнезда. У северној Шпанији, црвенокљуна галица се углавном гнезди у близини мањих колонија ветрењача. Бољи је у откривању предатора и снажнији у одбрани од осталих врана. Утврђено је да је успех при узгоју црвенокљуне галице у близини ветрењача много већи од птица на другим местима, са мањим процентом уништења гнезда (16% код сокола, 65% другде).
Црвенокљуна галица може бити локално угрожена ћубастим кукавицом и паразитирањем легла којој је сврака примарни домаћин. Може стећи крвне паразите као што су Plasmodium, али студија у Шпанији је показала да је преваленција мање од један посто, а утичу на историју живота и очување ове врсте. Ови ниски нивои паразитизма су у контрасту са много већом преваленцијом у неким другим групама врапчарке као што је студија дроздова у Русији показала да су сви узорци дроздова боровњака и певача носили Haematozoa, посебно Haemoproteus и Trypanosoma.
Црвенокљуна галица може бити угрожена накупљањем гриња, али студија о Gabucinia delibata, коју су стекле младе птице неколико месеци након што су се придружиле заједничким склоништима, је показала да је овај паразит заправо побољшао телесно стање свог домаћина. Верује се да гриње побољшава чишћење перја, одвраћа патогене и надопуњује друге неге перја, попут сунчања.

## Статус
Црвенокљуна галица има велики опсег, процењује се на 10 милион квадратних километара и велики број становника, укључујући процењених 86.000—210.000 појединаца у Европи. У целом свом опсегу, не верује се да се врста приближава прагу за критеријум опадања глобалне популације црвене листе Међународне уније за заштиту природе (опада за више од 30% у десет година или три генерације), па се стога оцењује као најмање забрињавајуће.
Међутим, европски распон је опао и фрагментиран је због губитка традиционалне сточарске пољопривреде, прогона и узнемиравања на местима гнежђења, иако се сада број у Француској, Великој Британији и Ирској стабилизовао. Гнездећа популација Европе броји између 12.265—17.370 парова, али је само у Шпанији врста још увек распрострањена. Будући да су у остатку континента гнездећа подручја фрагментирана и изолована, црвенокљуна галица је у Европи категорисана као угрожена.
У Шпанији је недавно проширио свој распон коришћењем старих зграда, са 1175 парова за 9716 km² истраживаног подручја која обично окружују изворна подручја планинског језгра. Међутим, становништву са гнездиштима на зградама прети људско узнемиравање, прогон и губитак старих зграда. Фосили обе врсте су пронађени на планинама Канарских Острва. Локално изумирање жутокљуне галице и смањени распон црвенокљуног на острвима су били последица климатских промена и људских активности.
Мала група дивљег црвенокљуног галица је природно стигла у Корновол 2001, а гнездила се следеће године. Ово је био први рекорд енглеског узгоја од 1947. године, а полако се повећавала популација сваке наредне године.
У Џерзију, Durrell Wildlife Conservation Trust, у партнерству са States Assembly и National Trust for Jersey је започео пројекат 2010. године, чији је циљ обнова одабраних подручја обале са намером да се врате птице које су локално изумрле. Црвенокљуна галица је изабрана као водећа врста за овај пројекат, одсутна је из Џерзија од око 1900. У почетку су примили два пара галица у Корнволу и започели су програм узгоја у заточеништву. Године 2013. млади су пуштени на северну обалу Џерзија. Током наредних пет година, мале групе узгојених у заточеништву су ослобођене, праћене и обезбеђиване додатном храном.

## У култури

### Грчка митологија
У грчкој митологији, црвенокљуна галица, позната и као морска врана, је сматрана светом за Титани Хрон и настањена је на Калипсовом „благословеном острву”, где „птице са најширим крилима формирају своје галице, морске галебе, вране”.

### Неугодне врсте
Све до осамнаестог века, црвенокљуна галица је била повезана са настајањем пожара, а Вилијам Камден ју је описао као incendaria avis, „често тајно преноси шибице, палећи куће”. Данијел Дефо је такође био упознат са овом причом:
Сматра се мало бољим од змаја, јер је врло несташан, украшће и однети све што нађе у кући, а није претешко, па није погодно за храну као што су ножеви, виљушке, кашике и платнене крпе. Понекад кажу да је украо комаде ватре или запалио свеће и положио их у хрпе кукуруза, сламу штала и кућа и запалио их, али ово има само у усменим предањима.
Због порекла свог имена, не спомињу се све врсте, када Шекспир пише „о вранама и галицама које лете по ваздуху” [Краљ Лир, чин 4, сцена 6] или у закону против штеточина Хенрија VIII Тјудора 1532. године „прописан за галице, Crowes и Rookes“, јасно се позивају на чавку.

### Хералдика Корнволца
Црвенокљуна галица има дугу везу са Корнволом и појављује се на њиховом грбу. Према легенди, краљ Артур није преминуо након своје последње битке, већ је његова душа мигрирала у тело црвенокљуне галице, при чему је црвена боја њеног кљуна и ногу изведена из крви последње битке и отуда веровање ко убије ове птице биће несрећан. Легенда такође каже да ће, након што последњи црвенокљуна галица оде из Корнвола, повратак галица, као што се десило 2001. године, обележити повратак краља Артура.
У енглеској хералдици се птица увек означава као црвенокљуна галица и обично се приказује са тинктурама као у природи. Од 14. века Томас Бекет (преминуо 1170), надбискуп кентерберијски, је ретроспективно набавио приписани грб који се састоји од три црвенокљуне галице на белом пољу, иако је преминуо 30—45 година пре почетка доба хералдике у стварности није носио оружје. Ово приписано оружје појављује се у многим енглеским црквама посвећеним њему. Симболика удружења није поуздано позната. Према једној легенди, галица је залутала у кентерберијску катедралу током Бекетовог убиства, док друга указује да је повезивана са Бекетом јер је некада била позната као beckits. Међутим, ова последња теорија није подржана, јер се употреба израза beckits у значењу галице не налази пре 19. века. Без обзира на порекло, галица се и даље користи у хералдици као Бекетов симбол и појављује се у наручју неколико особа и институција повезаних са њим, а највише града Кентербери.

### Други народи
Ова врста је приказана на маркама Бутана, Гамбије, Туркменистана и Југославије. Симбол је животиња острва Ла Палма.